# Der letzte Flug der Challenger
Der letzte Flug der Challenger (im Original: Challenger: The Final Flight) ist eine US-amerikanische vierteilige Dokumentarserie aus dem Jahr 2020. Die Serie wurde im Auftrag von Netflix produziert und als Netflix Original veröffentlicht. Sie beschäftigt sich mit der Challenger-Katastrophe und beleuchtet deren Hintergründe und Folgen.

## Handlung
Das neue Space-Shuttle-Programm zieht die Amerikaner in seinen Bann und steht im Fokus der Öffentlichkeit. Bereits zu Beginn ergeben sich die ersten Sicherheitsfragen und Kritiken an dem Programm. Schnell zeigen sich die Feststoffraketentriebwerke und die dort verbauten O-Ringe als Schwächen. Trotzdem setzt die NASA das Programm fort. Als das öffentliche Interesse abflacht, versucht die NASA mit dem Programm Teacher in Space wieder für eine breite Öffentlichkeit interessant zu werden, was ihr auch gelingt. Nach längerem Auswahlverfahren fällt die Entscheidung auf die Lehrerin Christa McAuliffe, welche die erste Zivilistin sein soll, die mit dem Space Shuttle fliegt. Bereits bei dem Start eines anderen Space-Shuttles, vor dem Flug der Challenger, kam es zu Problemen an einer Dichtung an einem der Feststoffbooster aufgrund niedriger Temperaturen. Nach mehreren Verzögerungen entscheidet sich die NASA am Morgen nach einer sehr kalten Nacht zu starten. Während die Astronauten sich bereits auf den Start vorbereiten, diskutieren NASA-Beamte und Ingenieure, ob ein Start stattfinden sollte. Die Ingenieure raten von einem solchen Start ab, trotzdem entscheiden sich die Verantwortlichen dazu, den Start durchzuführen. 73 Sekunden nach dem Start explodiert die Challenger aufgrund des undichten O-Rings. Die Explosion schockiert die Zuschauer und Familien und löst landesweit große Betroffenheit aus. Infolgedessen wird ein Untersuchungsausschuss eingerichtet, welcher die Ursache für die Katastrophe finden soll. Schließlich findet der Ausschuss die Ursache und löst damit Veränderungen bei der NASA aus, sowohl technisch am Space Shuttle, sowie auch in der Management-Ebene.

## Episodenliste
| Nr. | Deutscher Titel           | Originaltitel       | Regie                        | Drehbuch                    |
| --- | ------------------------- | ------------------- | ---------------------------- | --------------------------- |
| 1   | Weltraum für alle         | Space For Everyone  | Daniel Junge, Steven Leckart | Steven Leckart, Glen Zipper |
| 2   | Hilfe!                    | HELP!               | Daniel Junge, Steven Leckart | Steven Leckart, Glen Zipper |
| 3   | Eine schwere Fehlfunktion | A Major Malfunction | Daniel Junge, Steven Leckart | Steven Leckart, Glen Zipper |
| 4   | Das ist nicht das Ende    | Nothing Ends Here   | Daniel Junge, Steven Leckart | Steven Leckart, Glen Zipper |

## Hintergrund
Der letzte Flug der Challenger wurde durch Zipper Bros Films von J. J. Abrams und Glen Zipper produziert. Die vier Folgen wurden am 16. September 2020 weltweit auf Netflix veröffentlicht, im deutschsprachigen Raum steht Challenger: The Final Flight mit Voice-Over-Synchronisation und Untertitel bereit.

## Rezeption
Auf Rotten Tomatoes erhielt die Serie eine Durchschnittsbewertung von 89 % bei den Zuschauern sowie 88 % bei den Kritikern.